# 王仲廉
王仲廉（1903年—1991年），江蘇徐州府蕭縣（今屬安徽）人，中華民國國軍中將。

## 生平
王仲廉家庭在當地為具有田產之鄉紳，王為家中次子，王家培植其子在幼年接受傳統私塾教育。民國四年（1915）考入縣立第二高等小學就讀，畢業前家庭遭受土匪掠劫，家道中落，但得到宗族接濟完成學業。民國七年（1918），王仲廉考入私立徐州中學（江北中學），後得到該校校長同時也是中國國民黨資深黨員的顧子揚推薦投考黃埔軍校，該校推薦之學生還包括王敬久、郭劍鳴，王仲廉在入學考中以備取生考入，為黃埔一期生，民國十三年（1924）底畢業。
在黃埔軍校中，有7位徐州籍的錄取生在南下時因投緣結拜為義兄弟，分別為賈韞山、王家修、郭劍鳴、孫樹成、王敬久、王仲廉、蔡敦仁，在該期生中稱之為「徐州七兄弟」，另外安徽籍的張世希亦在結拜兄弟之內。
黃埔軍校畢業後，王仲廉編入教導第二團第一營第一連第三排擔任排長，不過因為蔣中正的派令，在國民革命軍東征前王仲廉與數位一期生北上上海，協助黃埔軍校上海辦事處招募四期生之行政業務，此外還擔任江蘇與徐州招募之新兵轉運帶隊業務等，因此王仲廉未參加國民革命軍初期的一系列作戰。業務告一段落後，王仲廉編入國民革命軍訓練部，並在該單位服役時結識陳誠。
抗日戰爭中任國民革命軍第89師师长，在怀来、南口与居庸关一线与日军血战20余日。歷經南口戰鬥、太原會戰等知名戰役，南口失陷后，任第八十五军军长，参加台儿庄战役，采用“精兵夜袭”战法，一夜之间攻占九山，将日军歼灭。随后移师邳县以北，组织阵地防御。台儿庄戰役獲勝後，王仲廉以战功获青天白日勋章。后任第三十一集团军副总司令。
第二次国共内战初期任第四兵团司令官，率部参加鲁西南战役失利。蒋介石以“谎报军情、对整编66师坐视不救为由”撤职，押送南京候审。汤恩伯死保后出狱被闲置。
1949年赴台，民國四十九年（1960）1月退役，退役後受聘為行政院顧問，後任總統府戰略顧問。
1991年逝於台北，著有自傳「征塵回憶」，其家族後代中較有名氣者為小兒子，導演王童。

## 荣誉
- 三等宝鼎勋章（1946年12月16日批准[1]）